# Temporada 2023 del Campeonato de Portugal de Rally
La temporada 2023 es la 62.ª edición del Campeonato de Portugal de Rally. Comenzó el 10 de marzo en el Rally Serras de Fafe y terminará el 14 de octubre en el Rallye Vidreiro.

## Calendario
| N.º | Fecha                    | Prueba                                              | Superficie | Series |
| --- | ------------------------ | --------------------------------------------------- | ---------- | ------ |
| 1   | 10 – 12 de marzo         | 36.º Rally Serras de Fafe e Felgueiras              | Tierra     | ERC    |
| 2   | 31 de marzo – 1 de abril | Rallye Casinos do Algarve                           | Tierra     |        |
| 3   | 28 – 29 de abril         | Rali Terras d'Aboboreira                            | Tierra     |        |
| 4   | 11 – 14 de mayo          | 56.º Vodafone Rally de Portugal                     | Tierra     | WRC    |
| 5   | 30 de junio – 1 de julio | Rali de Castelo Branco                              | Asfalto    |        |
| 6   | 3 – 5 de agosto          | 64. Rali Vinho da Madeira                           | Asfalto    |        |
| 7   | 15– 16 de septiembre     | Rali da Água - CIM Alto Tâmega                      | Asfalto    |        |
| 8   | 13 – 14 de octubre       | Rallye Vidreiro - Centro de Portugal Marinha Grande | Asfalto    |        |

## Equipos
| Equipo                                   | Automóvil              | Piloto            | Copiloto               | Rondas            |
| Equipos oficiales                        | Equipos oficiales      | Equipos oficiales | Equipos oficiales      | Equipos oficiales |
| ---------------------------------------- | ---------------------- | ----------------- | ---------------------- | ----------------- |
| Team Hyundai Portugal                    | Hyundai i20 N Rally2   | Craig Breen       | James Fulton           | 1-2               |
| Team Hyundai Portugal                    | Hyundai i20 N Rally2   | Kris Meeke        | James Fulton           | 4-5               |
| Team Hyundai Portugal                    | Hyundai i20 N Rally2   | Kris Meeke        | Ola Fløene             | 3                 |
| Team Hyundai Portugal                    | Hyundai i20 N Rally2   | Ricardo Teodósio  | José Teixeira          | 1-3, 5            |
| Citroën Vodafone Team                    | Citroën C3 Rally2      | José Pedro Fontes | Inês Ponte             | 1-5               |
| Equipos Privados                         |                        |                   |                        |                   |
| ARC Sport                                | Škoda Fabia Rally2 evo | Miguel Correia    | Jorge Eduardo Carvalho | 1-5               |
| Team Armindo Araújo / The Racing Factory | Škoda Fabia Rally2 evo | Armindo Araújo    | Luis Ramalho           | 1, 3-5            |
|                                          | Škoda Fabia Rally2 evo | Pedro Almeida     | Mário Castro           | 1-4               |
| Sports & You                             | Citroën C3 Rally2      | Bernardo Sousa    | Inês Veiga             | 1-2               |
| Sports & You                             | Citroën C3 Rally2      | Bernardo Sousa    | José Janela            | 3-5               |
| Racing 4 You                             | Ford Fiesta Rally2     | Lucas Simões      | Nuno Almeida           | 1-4               |
| Hyundai N / M & Costas                   | Hyundai i20 N Rally2   | Pedro Meireles    | Pedro Alves            | 1-5               |

## Resultados

### Campeonato de pilotos
| Pos. | Piloto            | 1 FAF | 2 ALG | 3 ABO | 4 POR | 5 CAS | 6 MAD | 7 TAM | 8 VID | Ptos. |
| ---- | ----------------- | ----- | ----- | ----- | ----- | ----- | ----- | ----- | ----- | ----- |
| 1.   | Miguel Correia    | 2     | 2     | 4     | 2     | 6     |       |       |       | 92    |
| 2.   | Ricardo Teodósio  | 3     | 1     | 3     |       | 4     |       |       |       | 76    |
| 3.   | José Pedro Fontes | 4     | 4     | 5     | 6     | 3     |       |       |       | 70    |
| 4.   | Armindo Araújo    | Ret   |       | 2     | 1     | 5     |       |       |       | 60    |
| 5.   | Kris Meeke        |       |       | 1     | Ret   | 1     |       |       |       | 56    |
| 6.   | Bernardo Sousa    | Ret   | Ret   | 7     | 3     | 2     |       |       |       | 49    |
| 7.   | Pedro Almeida     | 5     | 6     | 6     | 4     |       |       |       |       | 46    |
| 8.   | Lucas Simões      | 6     | 8     | 8     | 5     |       |       |       |       | 34    |
| 9.   | Craig Breen       | 1     | Ret   |       |       |       |       |       |       | 28    |
| 10.  | Pedro Meireles    | Ret   | 3     | Ret   | 8     | Ret   |       |       |       | 23    |
| 11.  | Paulo Meireles    |       | 5     | Ret   |       |       |       |       |       | 12    |
| 11.  | Paulo Neto        | 7     | 9     | Ret   |       |       |       |       |       | 12    |